# Lophotoma metabula
Lophotoma metabula là một loài bướm đêm trong họ Erebidae.